# Róbert Švec
Róbert Švec (* 21. srpen 1976, Nitra) je slovenský politik, předseda hnutí Slovenské Hnutie Obrody a kandidát na prezidenta Slovenska v prezidentských volbách v letech 2019 a 2024.

## Život
Róbert Švec se narodil v Nitře a vystudoval politologii na Trnavské univerzitě. Již několik let se zapojuje do společenského dění a vyjadřuje se i k aktuálním politickým otázkám na Slovensku a ve světě. Působí jako předseda občanského sdružení Slovenské Hnutie Obrody a pravidelně přispívá svými komentáři a články do novin tohoto sdružení Právo Národa. Svými aktivitami podle vlastních slov navazuje na práci a odkaz Ľudovíta Štúra, jehož zároveň považuje za největší osobnost slovenských dějin. Neskrývá sympatie k fašistickému vojenskému Slovenskému štátu a požaduje odchod Slovenska z euroatlantických struktur. Mediální pozornost si vysloužil svými výroky o optimalizaci obyvatelstva, když mimo jiné hovořil o tom, že „po pádu současného dekadentního režimu proběhne radikální optimalizace v mediální oblasti, aby naše mládež nevyrůstala pod vlivem úpadkové kultury a bulváru.”
Koncem května roku 2018 Švec oznámil, že se rozhodl kandidovat jako nezávislý kandidát s podporou Slovenského Hnutie Obrody ve prezidentských volbách na Slovensku v roce 2019. Ve volbách ho svou účastí podpořilo více než 18 000 voličů a získal tak 0,3 % hlasů.
Na funkci prezidenta Slovenské republiky kandidoval i v roce 2024. Kandidatury se vzdal ve prospěch bývalého ministra spravedlnosti Štefana Harabina.